# Kuttusvaara
Kuttusvaara är en kulle i Finland.   Den ligger i den ekonomiska regionen  Östra Lapplands ekonomiska region  och landskapet Lappland, i den norra delen av landet, 900 km norr om huvudstaden Helsingfors. Toppen på Kuttusvaara är 340 meter över havet, eller 114 meter över den omgivande terrängen. Bredden vid basen är 3,1 km.
Terrängen runt Kuttusvaara är huvudsakligen platt.  Trakten runt Kuttusvaara är nära nog obefolkad, med mindre än två invånare per kvadratkilometer. Det finns inga samhällen i närheten. Omgivningarna runt Kuttusvaara är i huvudsak ett öppet busklandskap.